# Lonza
Pour les articles homonymes, voir Lonza (homonymie).
Lonza Group AG est une entreprise suisse active dans l'industrie chimique et pharmaceutique, en tant que sous-traitant. Son siège social se trouve à Bâle, en Suisse.

## Histoire
Fondée en 1897 à Gampel en Valais, l'entreprise s'installe finalement à Viège en 1909. En 1973, Lonza est absorbée par Alusuisse ce qui aura pour conséquence la naissance en 1990 de la holding Alusuisse-Lonza Group qui deviendra Algroup en 1998. À la suite de la proposition de fusion à trois entre Alcan, Algroup et Pechiney (qui sera finalement refusée par la commission de la concurrence), le conseil d’administration d'Algroup propose le 11 août 1999, la séparation des activités chimie, savon et énergie (Lonza) de celle des activités aluminium et emballage (Alusuisse). Le 18 octobre 1999, l’assemblée générale extraordinaire d’Algroup approuve la séparation ce qui aboutit à la naissance de Lonza Group. La nouvelle société entrera en bourse la même année.
En 2011, l'entreprise suisse rachète Arch, société spécialisée dans les biocides, et qui dispose notamment d'une usine à Amboise en France.
En avril 2016, Lonza annonce son intention d'acquérir Catalent, un concurrent américain, mais ce dernier refusa cette tentative. En août 2016, Lonza annonce l'acquisition de InterHealth Nutraceuticals, entreprise américaine spécialisée dans les ingrédients nutritionnels, pour 300 millions de dollars. En décembre 2016, Lonza annonce acquerir Capsugel, entreprise américaine spécialisée dans les gélules, pour 5,5 milliards de dollars,.
En septembre 2017, Lonza et Sanofi lancent le chantier de leur future usine commune de médicaments biologiques en Suisse, à Viège, devant être opérationnelle d'ici 2020. En octobre 2018, Lonza annonce la vente de ses activités liés aux traitements de l'eau au fonds Platinum Equity pour 630 millions de dollars.

### Focalisation sur la biopharma
En 2020, le président du conseil d'administration de Lonza, Albert Baehny, explique que « Lonza a longtemps été un petit BASF de la chimie et un petit Novartis de la santé, avec peu de synergies ». Il explique que la division chimique (Lonza Specialty Ingredients) va être vendue, pour focaliser l'entreprise sur son activité pharmaceutique. Lonza veut devenir un sous-traitant pour les industries pharmaceutiques externalisant leur production (contract development manufacturing organization).
Covid-19
Le 1er mai 2020, Moderna et Lonza ont annoncé avoir conclu un accord stratégique sur 10 ans pour une large production, jusqu'à 1 milliard de doses, du vaccin de Moderna contre la Covid-19. Selon les termes de cet accord, les deux entreprises doivent créer des locaux chez Lonza aux États-Unis et en Suisse, pour la production de mRNA-1273 d'abord aux États-Unis, puis ailleurs dans le monde, pour utilisation dans le monde entier[réf. nécessaire]. Depuis son autorisation aux États-Unis d'Amérique, en décembre 2020, Lonza a produit à Portsmouth plus de 100 millions de doses du vaccin Moderna contre la Covid-19[réf. nécessaire]. Moderna, a annoncé le lancement en Suisse d'une procédure d'homologation continue par Swissmedic (données examinées au fur et à mesure de leur réception de la société pharmaceutique). L’Agence européenne des médicaments (EMA) ayant donné son feu vert, l’objectif de Lonza est de produire, à Viège en Suisse, 300 millions de doses par année. Début janvier 2021, après que Swissmedic a décrété que les aménagements nécessaires à la production sûre du principe actif avaient été effectués, a débuté la production « à petite échelle » sur le site de Viège, qui s'active depuis à aménager ses locaux pour produire « à grande échelle ». Le 12 janvier, Swissmedic a temporairement autorisé le vaccin Moderna, pour utilisation en Suisse[réf. nécessaire].
En février 2021, Lonza annonce la vente de ses activités de chimie via sa filiale Lonza Specialty Ingredients aux fonds d'investissement Bain Capital et Cinven pour 4,7 milliards de dollars.

## Produits
- Synthèses exclusives et produits bio-pharmaceutiques, produits de fermentation microbiologique, cultures de cellules.
- Produits de chimie fine organique et de performance destinés aux produits alimentaires, d'hygiène, de soins, de traitement des eaux, d'entretien de bois.
- Dosage de produits biopharmaceutiques, de médicaments et de produits de nutrition.

## Actionnaires
Liste des principaux actionnaires au 10 novembre 2019.
| Fidelity Management & Research                      | 4,6 % |
| BlackRock Investment Management                     | 3,2 % |
| Artisan Partners                                    | 3,0 % |
| UBS Asset Management Switzerland                    | 3,0 % |
| The Vanguard Group                                  | 2,8 % |
| Templeton Global Advisors                           | 2,5 % |
| Invesco Advisers                                    | 2,5 % |
| Norges Bank Investment Management                   | 2,3 % |
| Schroder Investment Management                      | 2,1 % |
| Banque cantonale zurichoise (Investment Management) | 1,8 % |

## Controverses

### Pollution au mercure dans le Grossgrundkanal à Viège
En janvier 2014 est révélée une pollution au mercure de la part de Lonza sur des parcelles le long du Grossgrundkanal à Viège. L'entreprise a déversé plusieurs tonnes de mercure dans le Grossgrundkanal entre 1930 et le milieu des années 1970. Le 11 octobre 1979, une émission de Temps présent intitulée « Le Léman : une agonie surveillée » s'interrogeait sur l'augmentation de la concentration mercurielle dans le canal de Turtig et dans le Rhône, où l'entreprise Lonza, notamment, figurait parmi les responsables de la pollution au mercure dans les eaux.
Préfinancés par l’entreprise, les travaux d’assainissement des sites pollués débutent en octobre 2017 (terrains habités, zones agricoles, canal), mais la question de la répartition des frais d’assainissement, ainsi que les conséquences sanitaires, sont toujours en discussion. En novembre 2017, le tribunal cantonal valaisan estime que le rapport d’investigation historique de la pollution au mercure doit être rendu public, allant à l'encontre du gouvernement valaisan et de son service de l’environnement.

### Décharge de Gamsenried

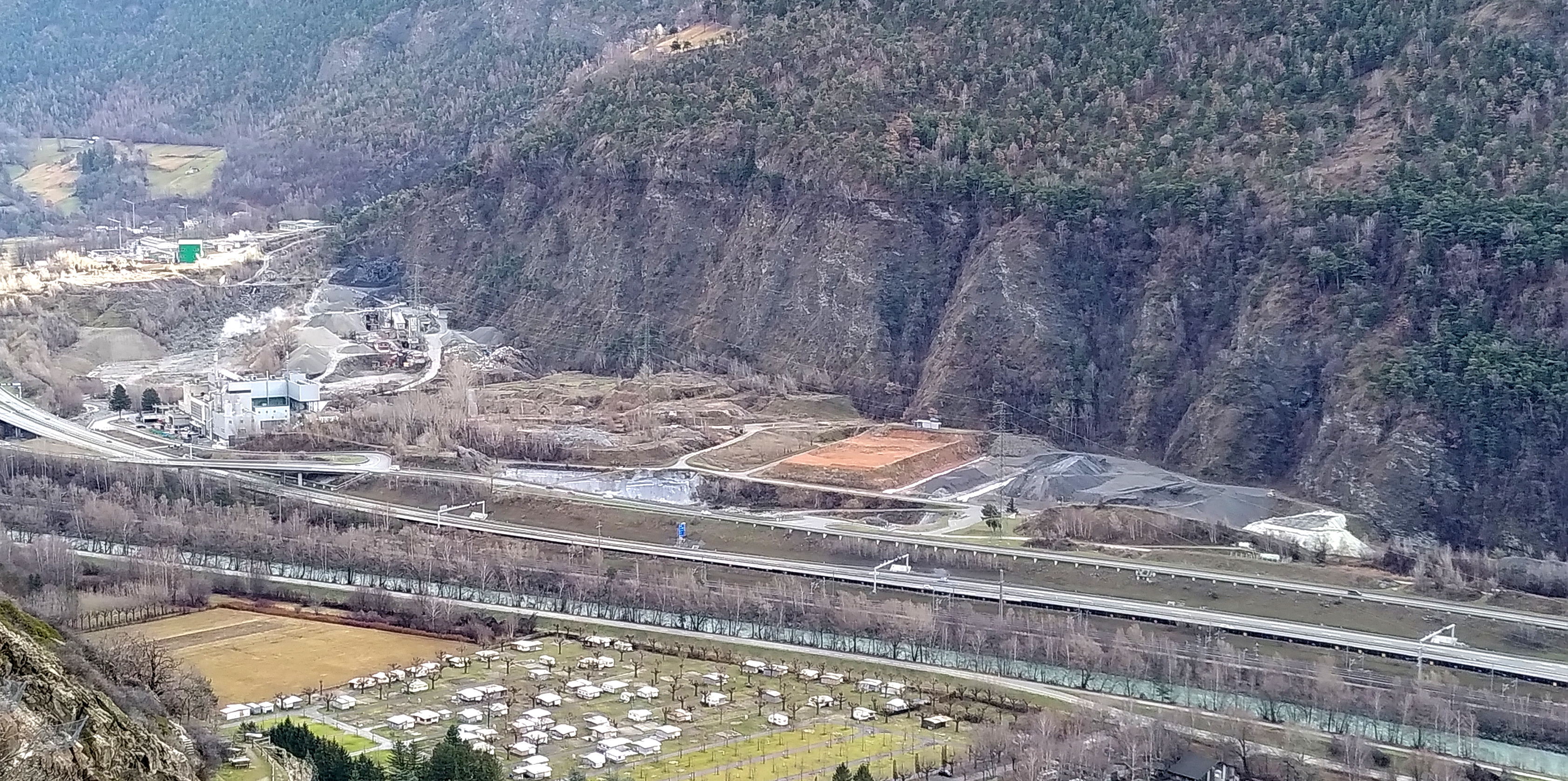
Décharge de Gamsenried (2022)

Situé près de Gamsen et Brigue, ce site contaminé, d’une surface de 290'000 m2 et d’un volume estimé à environ 3 millions de m³, contient des déchets déposés par Lonza entre 1918 et 1978. Elle est classée depuis 2011 dans les sites à assainir. Les investigations révèlent une pollution des eaux souterraines sur trois km en aval par mercure, aniline, benzidine et benzène. Une barrière hydraulique mise en place dans les années nonante en extrait une partie. Le service de l’environnement du canton du Valais prévoit un assainissement par étapes,.